# Мадагаскарска чапла
Мадагаскарската чапла (Ardea humbloti) е вид птица от семейство Чаплови (Ardeidae). Видът е застрашен от изчезване.

## Разпространение
Видът е разпространен в Мадагаскар.